# Giáo hoàng Điônisiô
Điônisiô (Latinh: Dionysius) là vị Giáo hoàng thứ 25 của Giáo hội Công giáo. Theo niên giám tòa thánh năm 1806 thì ông lên ngôi Giáo hoàng vào năm 259 và ở ngôi Giáo hoàng 10 năm, 5 tháng vài ngày. Niên giám tòa thánh năm 2003 xác định triều đại của ông bắt đầu vào ngày 22 tháng 7 năm 259 và kết thúc vào ngày 26 tháng 12 năm 268.
Dionysius có thể đã được sinh ra tại Magna Grecia (Turio) nhưng điều này vẫn chưa được xác minh. Sau khi Giáo hoàng Sixtus II tử đạo vào năm 258. Tòa thánh trống ngôi trong gần một năm do những khó khăn trong việc bầu Giáo hoàng mới do các cuộc bách hại đạo gây ra. Ngày 22 tháng 7, linh mục Dionysius, có tiếng là rất nhiệt thành trong lòng Giáo hội được bầu làm Giám mục Rôma.
Cuộc bách hại đạo đang lên cao, thì Valerianus được tin Sapor đem quân Persia đến xâm lăng miền Đông. Nhà vua dẫn quân đến tiếp viện, nhưng bệnh dịch hoành hành ở sa mạc Syria, Valerianus bị bắt làm tù binh (260). Ông bị giết, lột da làm hình nộm đặt trong một ngôi nhà. Gallienus (260-268) con ông lên kế vị, mở đầu giai đoạn giáo hội được sống bình an. Nhờ ảnh hưởng của hoàng hậu Salonia, nên Gallienus vừa lên ngôi đã ra chỉ dụ ngưng các cuộc bách hại và cho Ki-tô giáo sống tự do và có quyền tư hữu. Ông ra lệnh trả lại những tịch thâu của Giáo hội, có trường hợp bắt đền bồi những thiệt hại.
Vị tân giám mục đã cố gắng tổ chức lại Giáo hội, cục bộ đã chịu đau thương nhiều, và tăng cường vai trò của các linh mục, làm hại đến vai trò của các phó tế. Sau đó ông nối lại tiếp xúc với các giáo hội Phi châu và Á châu. Một trong các thư của ông xác định lập trường của Rô-ma về tính thành hiệu của bí tích Thánh Tẩy của những người lạc giáo và về giáo lý Thiên Chúa Ba Ngôi. Dionysius khéo léo điều hành cuộc xung đột xảy ra trong Giáo hội Alexandria giữa Đức thượng phụ và một phần trong hàng giáo sĩ của vị này. Đức thượng phụ bị tố cáo về tội lạc giáo và đã thân oan với Dionysius. Ông này, thực ra, vẫn rất thận trọng trong bức thư của mình, nêu lên những lời kêu ca phản đối Đức thượng phụ.
Ông bỏ tiền ra chuộc nhiều Kitô hữu bị cầm tù và tái thiết nhiều nhà thờ bị tàn phá. Giáo hoàng Dionysius đã tổ chức lại các giáo xứ ở Roma. Theo truyền thống cổ xưa của giáo hội, Dionysius đã mở rộng sự chăm sóc tới giáo hội ở những miền xa xôi. Ông đã gửi tiền để xây dựng lại nhà thờ ở Cappadocia, do các cuộc cướp phá của người Goth và để chuộc Captive. Ông là vị Giáo hoàng đầu tiên không được ghi vào danh sách các vị tử đạo. Ông mất ngày 26 tháng 12 năm 268. Trong nghệ thuật, ông thường được miêu tả với lễ phục cùng với một quyển sách.